# 2023 en Côte d'Ivoire
Cet article traite des événements qui se sont produits durant l'année 2023 en Côte d'Ivoire.

## Évènements

### Janvier
- 5 janvier : 14 morts dans un accident de la circulation à Yamoussoukro[1].
- 7 janvier : Libération des 46 militaires détenus au Mali[2].

### Février
- 2 février : Environ 8700 réfugiés burkinabè signalés en Côte d’Ivoire selon le gouvernement ivoirien[3].

### Mars
- 2 mars : Le gouvernement ivoirien décide de rapatrier 500 de ses ressortissants de Tunisie après les propos racistes du président tunisien Kaïs Saïed contre les subsahariens[4].
- 4 mars : 15 morts dans un accident entre un minibus et un camion dans le centre du pays entre les villes de Katiola et Bouaké[5].

### Avril
- 9 avril : un accident de la circulation fait 13 victimes dont un mort à Bingerville[6].
- 10 avril : un accident de la circulation fait 35 victimes dont 6 blessés graves sur l'autoroute du Nord[7].

### Août
- 1er août : Décès d'Henri Konan Bédié, 2e président de la république de Côte d'Ivoire[8]
- 7 août : commémoration des 64 ans d'indépendance du pays.
- 15 août : Jour férié de l'Assomption

### Septembre
- 2 septembre : élection des conseillers régionaux et des conseillers municipaux[9]
- 16 septembre : élections sénatoriales[10].

## Décès
- 16 janvier : Paul Yao Akoto, homme politique
- 8 avril : Valérie Oka, artiste et designer
- 5 juillet : Awa Ehoura,  journaliste et animatrice de télévision
- 3 juillet : Francis Wodié, homme politique
- 10 juillet : Roger Gnoan M'Bala (né en 1943), réalisateur de cinéma ivoirien[11] ;
- 1er août : Henri Konan Bédié (né 5 mai 1934, homme d'État ivoirien, ancien président de la république de Côte d'Ivoire ;
- 8 août : Gaston Ouassénan Koné, homme politique